# آنتونیو کرینیتی
آنتونیو کرینیتی (انگلیسی: Antonio Criniti؛ زادهٔ ۲۹ اکتبر ۱۹۷۰) بازیکن فوتبال اهل ایتالیا است.
از باشگاه‌هایی که در آن بازی کرده‌است می‌توان به باشگاه فوتبال رجینا، باشگاه فوتبال پروجا، باشگاه فوتبال لودیجیانی کالچو، باشگاه فوتبال برشا، باشگاه فوتبال کاتانیا، باشگاه فوتبال کالیاری، باشگاه فوتبال تریستیانا، باشگاه فوتبال آولینو، باشگاه فوتبال پالرمو، و باشگاه فوتبال وارزه اشاره کرد.